# Littérature de la Restauration anglaise
 (novembre 2012).
La littérature de la Restauration anglaise (Restoration literature en anglais) est la littérature britannique produite de 1660 à 1689 en Angleterre, en Écosse, au Pays de Galles et en Irlande. L'expression fait référence à un ensemble d'œuvres au style relativement homogène, écrites dans le contexte de la Restauration anglaise et de l'avènement de Charles II d'Angleterre, à la suite de la disparition d'Oliver Cromwell.
La période, qui correspond notamment à la fin de la dynastie des Stuarts, donna naissance à des écrits passionnés, souvent extrêmes ou aux antipodes les uns des autres. Le Paradis perdu de John Milton côtoie ainsi la sulfureuse Sodome du comte de Rochester, la libertine Provinciale de William Wycherley et l'érudit Traité du gouvernement civil de John Locke, sans oublier l'austère Voyage du pèlerin de John Bunyan. Cette époque de grande effervescence intellectuelle fut aussi le cadre de la fondation de la Royal Society, des expérimentations et des pieuses méditations de Robert Boyle, des attaques incendiaires de l'évêque Jeremy Collier contre l'art théâtral et des débuts de la critique textuelle, initiée par John Dryden et John Dennis. La presse écrite put par ailleurs se généraliser, tandis que l'essai ou la chronique devenaient des formes littéraires répandues et que l'économie boursière faisait son apparition.
Les bornes chronologiques de la période sont affaire de conventions et diffèrent sensiblement selon le genre littéraire envisagé. Ainsi, le théâtre de la Restauration conserve une influence dominante jusqu'en 1700, alors que la poésie du même esprit décline dès 1666, au cours de la fameuse « année des miracles » (Annus Mirabilis) mise en vers par John Dryden. La prose de la Restauration, quant à elle, connaît sa crise à partir de 1688, à la suite des tensions créées par la Glorieuse Révolution et par la montée en puissance du journalisme et des périodiques. De manière plus générale, le terme anglais Restoration est utilisé pour désigner la littérature florissante écrite sous le règne de Charles II, de 1660 à 1685, que ces écrits soient des odes célébrant le retour d'une aristocratie régénérée, des récits eschatologiques inspirés par le désespoir de la communauté puritaine, ou encore des textes en anglais simplifié destinés à seconder l'expansion croissante de l'empire commercial anglais à travers le monde.

## Contexte historique

### Influences antérieures

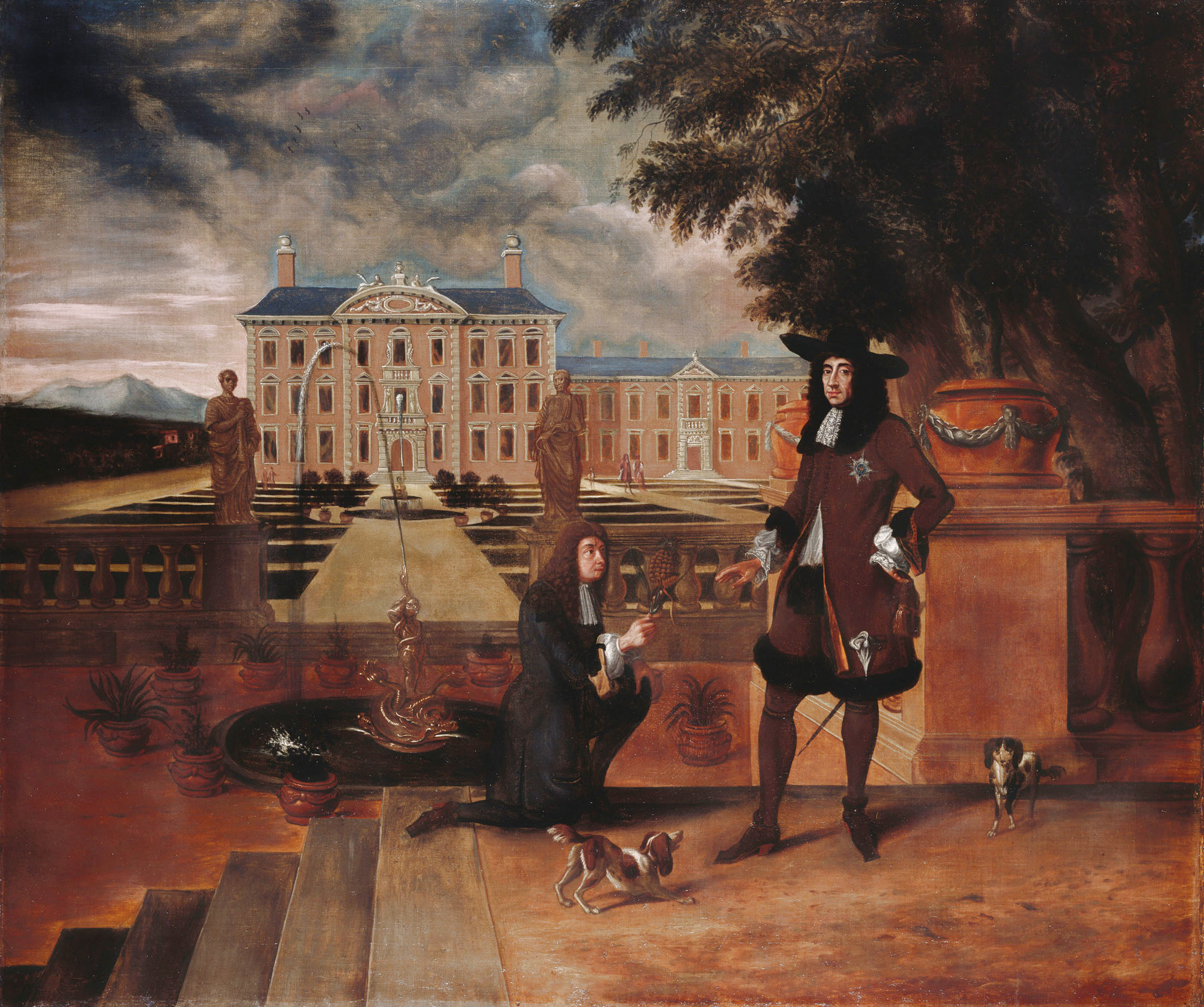
Charles II se fait offrir le premier ananas cultivé en Angleterre par son jardinier John Rose. On distingue par ailleurs un chien de race Cavalier King Charles Spaniel aux pieds du roi.

Tout au long de l’interrègne anglais et de la domination d’Oliver Cromwell, c’est la littérature d’inspiration puritaine qui avait prévalu. Cette dernière était accompagnée d’une censure intermittente, qui toucha par exemple le très polémique Areopagitica de John Milton en 1644. Bien que certains des ministres puritains de Cromwell soient à l’origine de poèmes élaborés et étonnamment épicuriens, tels Andrew Marvell et son To His Coy Mistress (À Sa Timide Maîtresse), ces écrits ne furent pas publiés. Cela explique que plusieurs poètes aient attendu la Restauration pour publier des textes qu’ils avaient en fait composés pendant l’interrègne. Il n’en reste pas moins que la brève rupture officielle faite par le Protectorat cromwellien avec le monde des lettres, au moyen d’une censure et d’un moralisme étouffants, ont bel et bien généré un passage à vide de la littérature anglaise. Avant la première révolution anglaise, dominaient les vers raffinés et la poésie métaphysique de John Donne, George Herbert ou Richard Lovelace. Le théâtre, en ce qui le concerne, avait remis au goût du jour la mode élisabéthaine et shakespearienne, en montant des pièces de plus en plus politiques ou thématiques : l’œuvre de Thomas Middleton, notamment, connut ainsi une seconde jeunesse. La chute de Charles Ier et l’épisode de l’interrègne mirent un point d’arrêt à ces tendances, ce qui eut pour effet de permettre un départ sur de toutes nouvelles bases au cours de la Restauration, ainsi que l’avènement de formes littéraires innovantes.

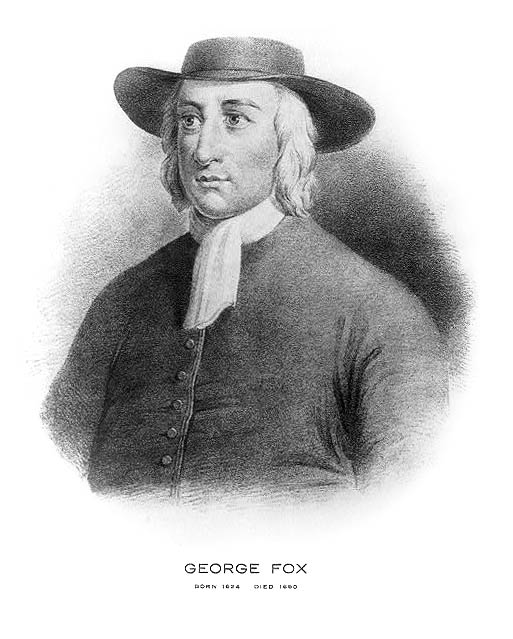
George Fox, fondateur de la Société religieuse des Amis (quakers), fut emprisonné sous Oliver Cromwell à de multiples reprises, sans que cela empêche ses écrits de continuer à circuler en toute illégalité.

Les dernières années de l’interrègne furent particulièrement troublées, tout comme le fut plus tard le crépuscule de la Restauration : ceux qui n’étaient pas contraints de partir en exil furent enjoints de changer de religion plus d’une fois. À chaque credo correspondait une activité littéraire différente, à la fois en prose et en poésie, les théâtres ayant quant à eux fermé leurs portes pendant toute la période. Lorsque Cromwell lui-même mourut et que son fils Richard sembla destiné à devenir à son tour Lord Protecteur, les politiciens et les grands dignitaires s’empressèrent de manifester leur soutien ou leur opposition au nouveau régime. La littérature imprimée fut alors dominée par les odes en poésie et, en prose, par les ouvrages pieux. La diffusion de tracts religieux, malgré les efforts du pouvoir en place, ne faiblit pas et devint même une véritable industrie. Des personnages tels que le fondateur de la Société religieuse des Amis, George Fox, furent emprisonnés par les autorités cromwelliennes mais continuèrent à être publiés dans la clandestinité.
Pendant l’interrègne, les forces royalistes, restées loyales au défunt Charles Ier, partirent en exil en emportant avec elles le futur Charles II, alors âgé de vingt-deux ans. Depuis l’étranger, les partisans du roi s’engagèrent activement dans une récolte de soutiens politiques et de moyens financiers, en vue d’un éventuel retour en Angleterre. Quelques dames de la cause royaliste s’installèrent dans des couvents en France ou dans les Provinces-Unies, pour y offrir un abri sûr aux alliés de passage ou aux indigents. Les hommes, de même, se cantonnèrent à ces deux pays, suivant la cour en exil d’abord à La Haye, puis à Paris. La noblesse fidèle à Charles II, de ce fait, a résidé pendant plus d’une décennie dans des centres culturels et littéraires majeurs du continent. Et puisque la France absolutiste et la Hollande négociante du XVIIe siècle avaient assez peu en commun, les influences glanées par les courtisans en exil et par les royalistes en quête de soutiens furent tout aussi variées. Charles assista à de nombreuses représentations théâtrales en France, et développa un goût certain pour les pièces jouées en espagnol. Les aristocrates installés aux Provinces-Unies, quant à eux, furent initiés aux vertus des échanges commerciaux et purent étudier les ouvrages éclairés et rationalistes qui circulaient abondamment dans cette contrée tolérante. John Bramhall, par exemple, un fervent théologien anglican, s’engagea volontiers en exil dans des débats contradictoires avec le matérialiste Thomas Hobbes, et se révéla en pratique aussi tolérant envers les cultes réformés qu'il avait pu être intransigeant en théorie. Les courtisans, enfin, furent exposés à la liturgie élaborée de l’Église catholique romaine ainsi que, dans une moindre mesure, à la poésie italienne.

### La Restauration et les réactions au nouveau régime
Lorsque Charles II parvint sur le trône en 1660, la volonté de nouveauté dans tous les genres littéraires se combina au sentiment que l’Angleterre, désormais, participait à la vie littéraire européenne comme elle ne l’avait encore jamais fait auparavant. L’un des premiers gestes de Charles fut de rouvrir les théâtres et d’accorder des patentes royales ou des mandats aux propriétaires des salles. Les deux principales autorisations allèrent à William D'Avenant et à Thomas Killigrew. L’art théâtral, à l’époque, faisait partie intégrante de la politique publique et des décisions royales, et chacun des deux hommes fut contraint de présenter un certain nombre de pièces anciennes, D'Avenant étant spécifiquement chargé des œuvres moralistes et édifiantes. Par ailleurs, la charge honorifique de Poète lauréat (Poet Laureate) fut réintroduite : rémunéré par un tonneau de brandy, le poste requérait essentiellement de son bénéficiaire la composition d’odes d’anniversaires.

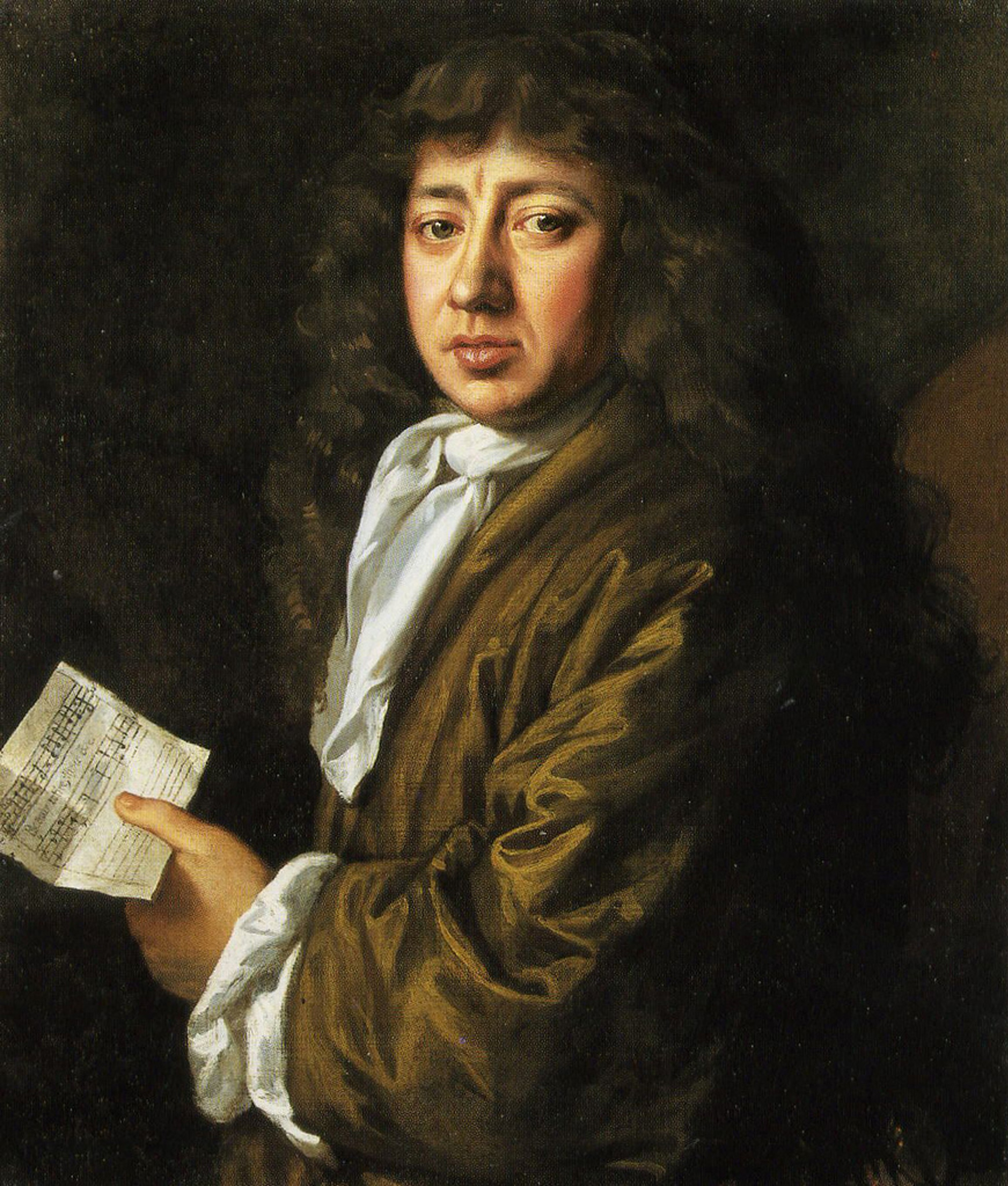
Portrait de Samuel Pepys
John Hayls, 1666
National Portrait Gallery, Londres

Charles II avait tendance à s’enorgueillir de son esprit et de ses manières mondaines. Il avait également la réputation d’être un coureur de jupons. C’est pourquoi la poésie enjouée, libertine et hautement spirituelle de la période bénéficiait de la préférence officielle de la cour. Charles et le duc de York (futur Jacques II d'Angleterre) étaient en outre de grands protecteurs pour les mathématiques et la philosophie, ce qui favorisait une certaine forme de scepticisme scientifique parmi les aristocrates. C’est dans ce contexte que Charles II fonda la Royal Society : la prestigieuse institution allait attirer de nombreux courtisans, dont le célèbre chroniqueur Samuel Pepys, et envoyer en retour à la cour plusieurs de ses membres éminents. Charles et sa cour, durement instruits par leur expérience de l’exil, pratiquèrent une politique de tolérance envers les dissidents politiques et religieux. Bien qu’anglican, Charles désirait d’ailleurs secrètement se convertir au catholicisme romain à sa mort, et le duc de York présentait les mêmes tendances crypto-catholiques. Même si le Test Act était toujours en vigueur sous Charles II, ce dernier était peu enclin à emprisonner ou persécuter les puritains. Il se contenta de les écarter des charges officielles et des emplois publics, pour les priver ainsi de toute représentation au Parlement. Par conséquent, une littérature dissidente put fleurir sans entrave sous son règne, tant en sciences politiques qu’en économie.
Au retour de la monarchie, les auteurs se scindèrent distinctement en deux mouvements. D’un côté, certains s’essayèrent à réanimer l’esprit de la littérature anglaise sous Jacques Ier, comme si rien ne s’était passé. Mais de l’autre, un puissant désir de nouveauté fit se rapprocher les écrivains des modèles littéraires français, particulièrement dans les domaines de la satire et de la parodie. Cette évolution se fit sentir par l’introduction d’une dose de scepticisme inquisiteur dans les textes, et par l’influence croissante du classicisme parmi les auteurs et les critiques.

### Une littérature gravitant autour de l’autorité royale
La Restauration anglaise est une période historique assez atypique puisque son activité culturelle est délimitée par un événement politique singulier, à savoir le retour de la monarchie des Stuarts. Il s’agit d’une époque où la présence et la personnalité du roi ont influé à un tel point sur la vie littéraire que l’on peut soutenir, sans exagération, que la littérature reflète la cour. Les adversaires de la Restauration, tels que les puritains, les républicains ou les démocrates, écrivent paradoxalement eux aussi en écho à Charles II et à ses choix politiques. C’est pourquoi le concept d’une histoire impulsée par le sommet de la société vers sa base est plus pertinent ici que pour la plupart des autres périodes littéraires. La Restauration, d’un point de vue analytique, couvre donc le laps de temps pendant lequel le roi et ses manières purent exercer un impact déterminant sur le reste de la société. Cet effet, parfois, perdura après la mort du monarque, mais a pu également s’éteindre avant lui dans certains genres littéraires.

## Poésie
La Restauration fut à bien des égards un âge d’or de la poésie. Il s’agissait non seulement du genre littéraire le plus populaire à l’époque, mais aussi du plus significatif, puisque les poèmes traitaient souvent de sujets politiques et reflétaient fidèlement leur temps. Les poètes envisageaient leur siècle comme dominé par la seule figure tutélaire du roi, à défaut d’un génie qui aurait pu se démarquer. Tout au long de la période, les poèmes se développèrent sous des formes très diverses, allant des épopées aux poésies historiques.

### L’épopée anglaise

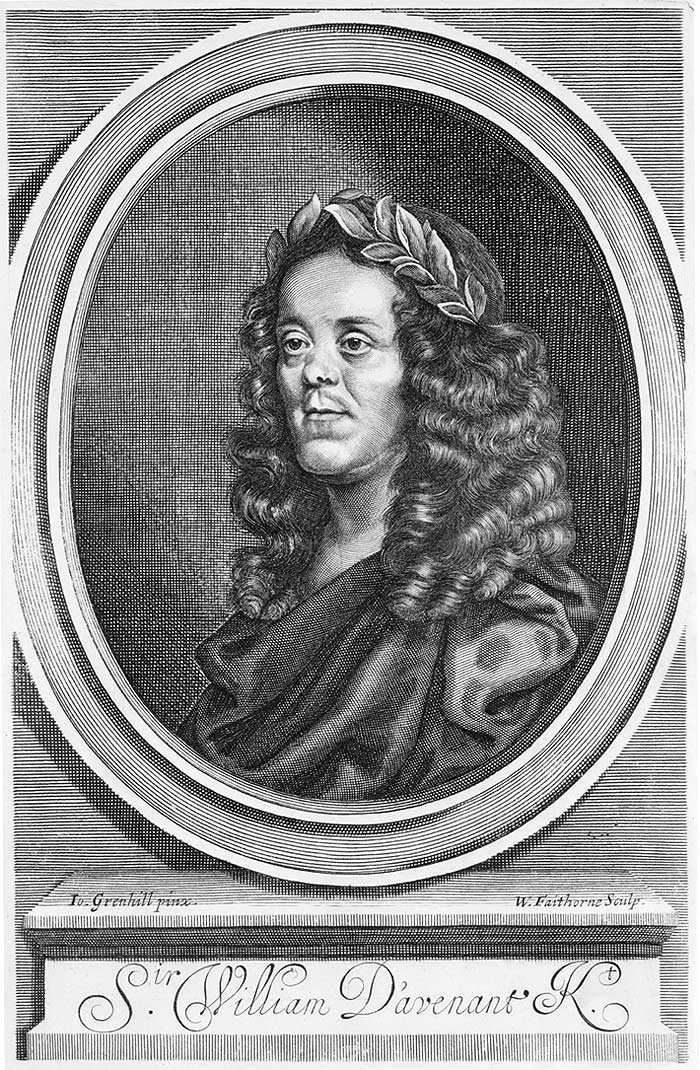
Sir William D'Avenant, régisseur du premier théâtre rouvert pendant la Restauration, était également un dramaturge et un poète épique.

Avant même la prise de recul critique qui caractérise la Restauration, les poètes anglais avaient déjà pris conscience que leur pays manquait cruellement d’une véritable épopée nationale. La Reine des fées d’Edmund Spenser avait certes atteint une modeste notoriété à la fin du XVIe siècle, mais ne constituait pas à proprement parler une épopée des origines nationales, comme pouvait en avoir la France avec la Chanson de Roland, l’Espagne avec le Poème du Cid ou l’Italie avec l’Énéide. Plusieurs poètes s’attelèrent à combler ce manque.
William D'Avenant fut le premier poète de la Restauration à s’attaquer au genre de l’épopée. Son Gondibert, qui atteint effectivement des dimensions épiques, fut très apprécié par Thomas Hobbes. L’œuvre se présentait cependant sous la forme d’une ballade, et tant les autres poètes que les critiques furent prompts à condamner ce choix, le jugeant trivial et peu approprié à l’héroïsme. Les préfaces écrites pour Gondibert trahissent les difficultés et les incertitudes rencontrées dans la quête d’une structure épique formelle, et donnent des indications précieuses sur la manière dont les écrivains du début de la période se définissaient par rapport à la littérature classique.
Bien qu’il soit aujourd’hui étudié séparément du contexte de la Restauration, Le Paradis perdu de John Milton fut bien publié à cette époque. Milton, tout comme D'Avenant, était désireux d’offrir une épopée à l’Angleterre, et rédigea son œuvre en vers non rimés. Le Paradis perdu rejette néanmoins toute forme d’exceptionnalisme anglais, et cherche davantage à raconter l’histoire de toute l’humanité, en donnant une valeur plus grande au christianisme qu’à n’importe quelle appartenance nationale. L’ouvrage, de ce fait, n’a pas vocation à s’ériger en grande épopée britannique.
Milton avait par ailleurs entamé l’écriture d’une épopée relatant la légende du roi Arthur, à l’évidence le plus grand mythe fondateur de l’Angleterre. Ce projet, lorsque l’auteur finit par l’abandonner, fut repris par d’autres. Richard Blackmore acheva ainsi coup sur coup un Prince Arthur et un Roi Arthur. Les deux opus, longs et soporifiques, furent boudés à la fois par le public et par la critique. Le style de Blackmore était d’une telle lenteur qu’on en vint même à le surnommer « Blackmore sans fin » (Never-ending Blackmore). Alexander Pope, lui aussi, ridiculisa copieusement Blackmore dans sa Dunciade, quelques années plus tard.
La période de la Restauration s’acheva ainsi sans épopée anglaise. De nos jours, Beowulf peut sans conteste revendiquer ce titre, mais l’œuvre était inconnue des auteurs de l’époque, sans compter que le vieil anglais employé par l’ouvrage leur aurait été incompréhensible.

### Poésie pastorale, odes et innovations rythmiques

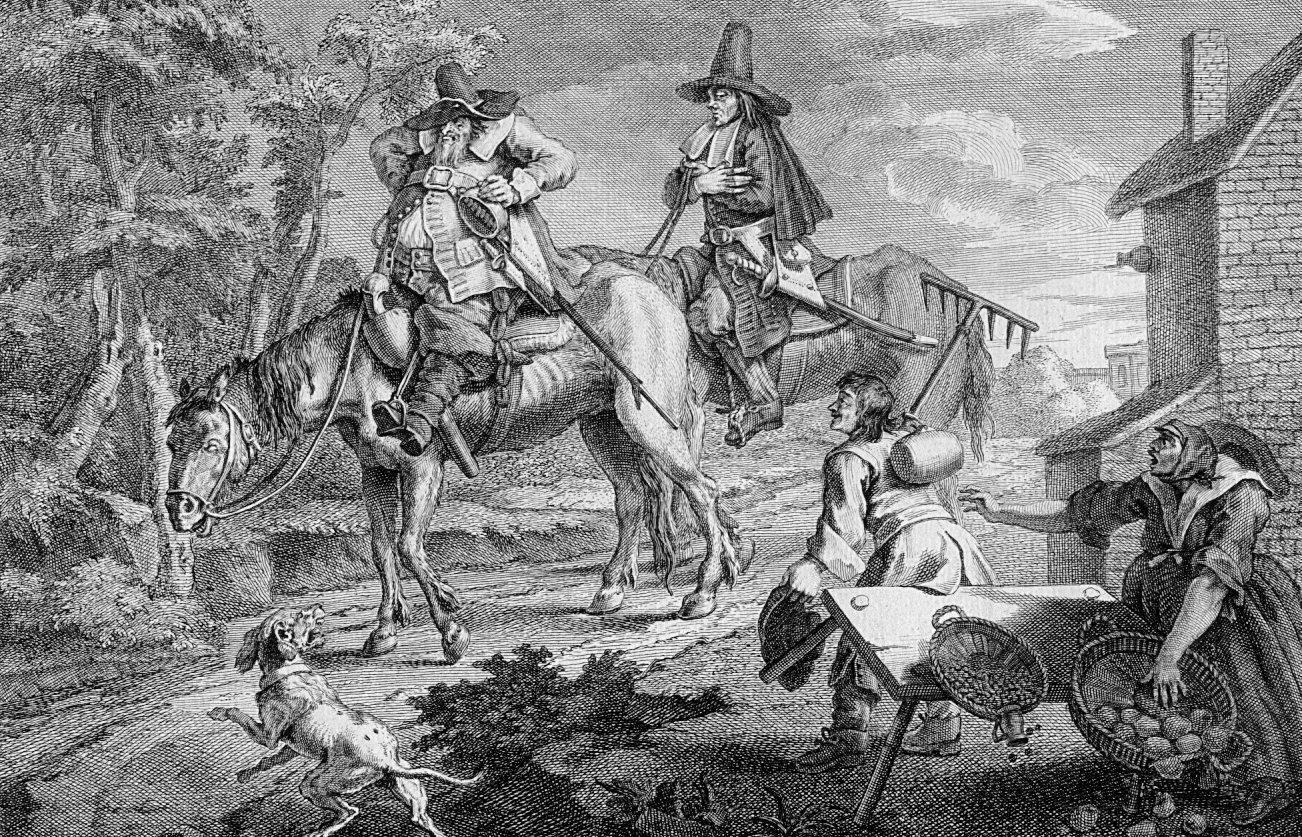
Hudibras sur le départ (William Hogarth)
Le Hudibras de Samuel Butler pousse la satire jusqu'à inventer un nouveau rythme poétique, parodiant ainsi les distiques raffinés de John Dryden.

La poésie lyrique, dans laquelle le poète s’exprime à la première personne sur ses propres sentiments et son état d’esprit, n’était pas particulièrement répandue pendant la Restauration. Les auteurs privilégiaient d’autres formes d’expression poétique, généralement plus formelles et davantage tournées vers le public, comme les odes et la poésie pastorale. L’une des caractéristiques de la période est la dévalorisation du sentiment intime et du repli intérieur, au profit de l’expression publique et de la philosophie, plus abstraites et objectives. Le lyrisme que l’on décèle quelques années plus tard dans la poésie mélancolique et pré-romantique du XVIIIe siècle reste embryonnaire pendant la Restauration, et touche principalement la poésie pastorale.

#### Le pentamètre iambique
Du point de vue de la forme, la période a ses préférences en matière de rimes. De toutes les structures existantes, celle des distiques rédigés en pentamètres iambiques était de loin la plus populaire. La vague du classicisme poussa certes quelques poètes à tenter des adaptations de la poésie épique latine et de ses rythmes, mais le pentamètre iambique n’en conserva pas moins un quasi-monopole. John Dryden, dans la préface à sa Conquête de Grenade, écrit que ce type de distique a la retenue et la dignité appropriées à un sujet élevé, tout en permettant un énoncé complet et cohérent. Dryden évoque ici ce que les critiques appelleront plus tard la question du « décorum », c’est-à-dire l’harmonie de la forme et du sujet, un problème que D'Avenant rencontra aussi lors de l’écriture de Gondibert.
La solution retenue par Dryden fut de combiner le rythme du pentamètre iambique à un minimum d'enjambements, et d'appliquer le tout à des « distiques fermés » (closed couplets) à rimes plates, c'est-à-dire des distiques faisant sens à eux seuls, sans avoir besoin d'être complétés par les suivants. Le résultat obtenu fut appelé « distique héroïque » (heroic couplet), car il convenait particulièrement bien aux sujets empreints de sérieux. Le distique héroïque, en réaction, fut régulièrement tourné en dérision par d'autres auteurs : dans son Hudibras, Samuel Butler utilise ainsi une forme parodique de ce rythme en substituant des tétramètres aux pentamètres. Cette nouvelle forme fut baptisée « vers hudibrastiques », et connut un grand succès dans le domaine de la satire. Jonathan Swift, notamment, emploie des vers hudibrastiques avec abondance dans ses poèmes.

#### Des poètes bien en cour
Bien que Dryden soit aujourd’hui la principale figure retenue par l’histoire littéraire, les contemporains des années 1670 et 1680 accordaient une considération égale à tous les poètes courtisans, dont le chef de file incontesté était alors Edmund Waller. Au-delà de Dryden, la poésie était dominée par le comte de Rochester, le duc de Buckingham et le comte de Dorset, tous étant attachés à la cour de Charles II. Aphra Behn, Matthew Prior et Robert Gould, quant à eux, étaient tous d’origine roturière mais n’en étaient pas moins de fervents royalistes. Les poètes de la cour n’obéissent pas à un style spécifique, si ce n’est que leurs écrits sont tous caractérisés par une sexualité assumée, ou par une volonté de ridiculiser et dominer leurs adversaires par les traits d’esprit. Chacun de ces poètes a par ailleurs aussi écrit pour le théâtre. Behn, Dryden, Rochester et Gould méritent une attention particulière.
Dryden fut particulièrement prolifique, et écrivait si vite et si bien qu'il s'attira même l'accusation de « se plagier lui-même ». Les genres poétiques dans lesquels il s'illustra sont innombrables : que ce soit avant ou après son accession à la dignité de Poète lauréat, l'auteur composa régulièrement des odes publiques. Suivant les pas de Walter Raleigh et Philip Sidney, il s'essaya aussi à un style pastoral rappelant la poésie anglaise sous Jacques Ier. Mais Dryden se distingua principalement à travers ses œuvres apologétiques visant à défendre la monarchie restaurée et l'Église d'Angleterre. Son Absalon et Achitophel et son Religio Laici, notamment, furent d'un précieux secours à Charles II, en présentant comme raisonnables plusieurs décisions royales controversées. Malgré sa réputation de sérieux, et bien que l'inventeur initial en soit Samuel Butler avec Hudibras, John Dryden s'intéressa enfin lui-même à la parodie héroïque en écrivant MacFlecknoe. Dryden, qui n'était pas de sang noble, ne bénéficia jamais des honneurs pourtant promis par le roi, pas plus que ne lui furent remboursées les sommes qu'il avait consenti à prêter à son impécunieux monarque. Il n'en resta pas moins loyal toute sa vie à Charles II, tout en agissant avec un certain opportunisme : peu après l'accès au trône de Jacques II et le retour en faveur du catholicisme, Dryden entreprit de glorifier l'Église catholique dans La Biche et la Panthère, en la plaçant au-dessus de toute autre religion. Cette conversion servile du poète courtisan fut raillée ensuite dans de nombreuses satires.

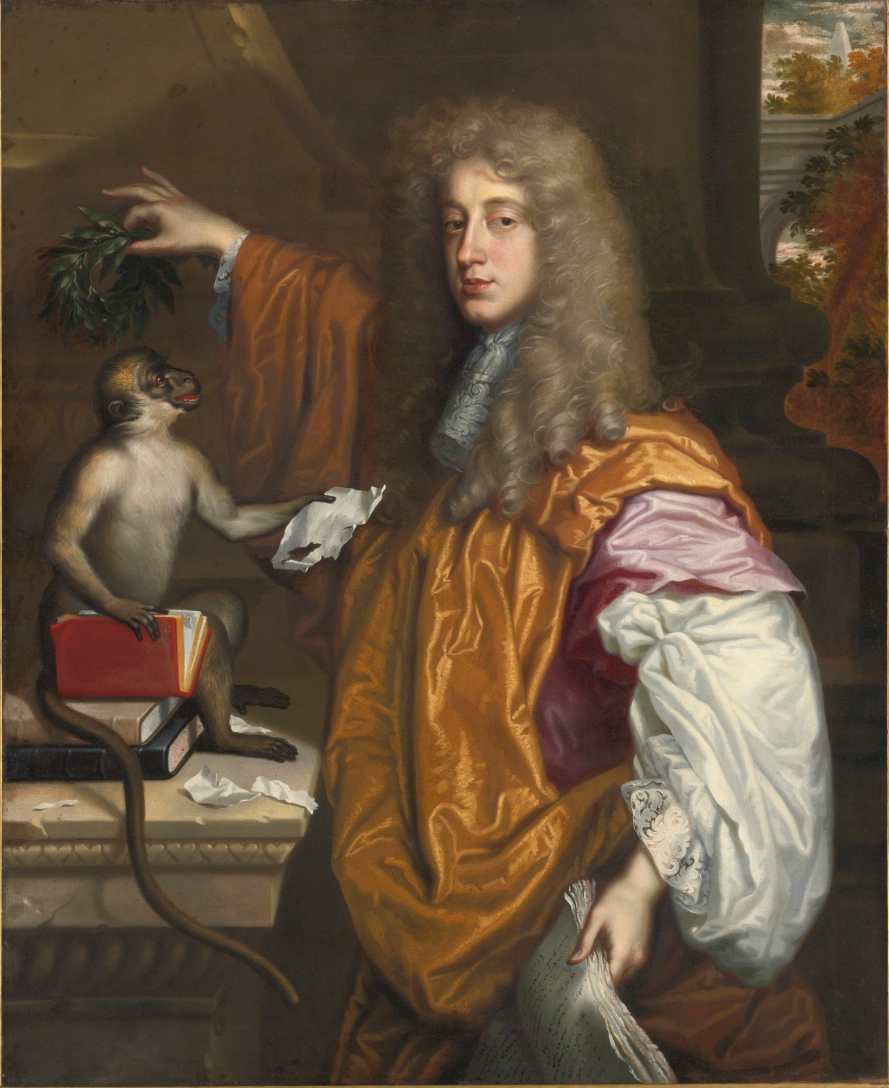
John Wilmot, comte de Rochester, est l’archétype du libertin insoumis. Il est représenté ici peu avant sa mort.

Le duc de Buckingham s’est lui aussi essayé à la poésie courtisane. Néanmoins, tout comme le comte de Dorset, il fut davantage un protecteur de la poésie qu’un vrai poète lui-même. Il est impossible d’en dire autant de John Wilmot, comte de Rochester, qui inonda son époque de vers plus scandaleux les uns que les autres. Les textes de Rochester ont presque toujours un caractère sexuellement explicite, tout en restant le plus souvent très politiques. Dans la mesure où la Restauration succédait à l’interrègne d’Oliver Cromwell, une telle débauche verbale équivaut à une déclaration politique et à une provocation vis-à-vis des puritains. L’œuvre de Rochester prend fréquemment une tournure lyrique, l’auteur affirmant écrire pour se consoler de sa propre impuissance sexuelle et se qualifiant de « débauché empêché » (Disabled Debauchee). En réalité, la plupart de ses textes sont des parodies de formes poétiques classiques et autorisées. Rochester est par exemple l’auteur d’un faux poème de promeneur, Promenade dans St James Park, qui joue sur la réputation sulfureuse de ce parc londonien et avertit du danger et des surprises que peut receler l’obscurité pour un homme cherchant à « copuler ». On lui doit par ailleurs de faux poèmes pastoraux, et de fausses odes telles que To Signore Dildo, laquelle narre avec une grandiloquence absurde l’autodafé public d’une caisse de contrebande en provenance de France, sur les quais londoniens. Rochester, grand hédoniste et défenseur de la supériorité de l’esprit, avait un goût prononcé pour les renversements de situation et la perturbation de l’ordre établi. Sa vénalité fut cause d’une mort précoce : depuis, le personnage est souvent présenté comme l'exemple archétypal du libertin débauché de la Restauration anglaise.

#### Aphra Behn, première femme à vivre de sa plume

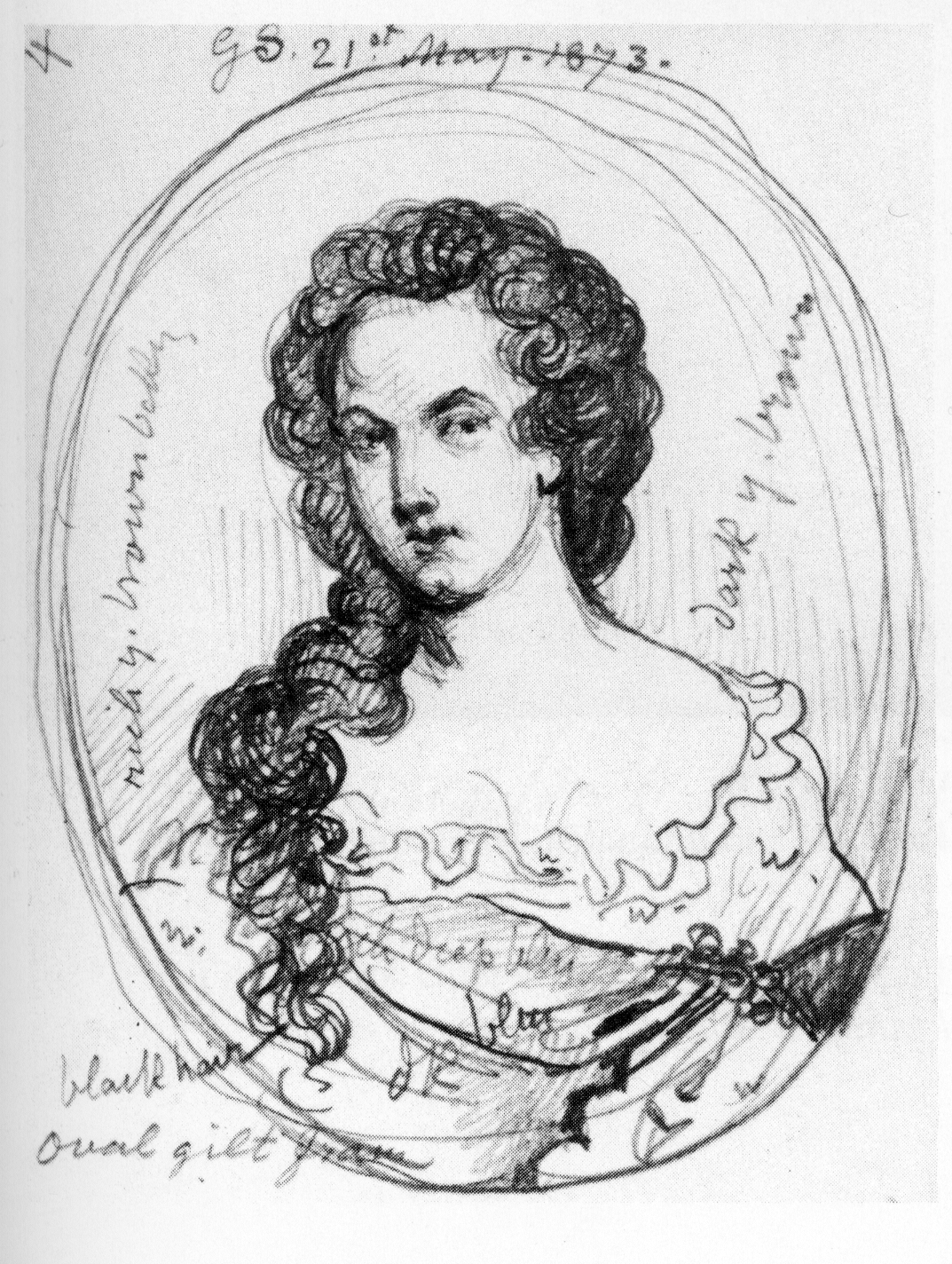
Aphra Behn, première vraie femme de lettres professionnelle de langue anglaise, a signé quelques-uns des meilleurs poèmes de l'époque.

Bien qu’Aphra Behn soit davantage connue pour son roman Oroonoko et ses pièces de théâtre (dans les années 1670, seules les pièces de Dryden se jouaient plus que les siennes), la jeune femme se revendique poète et a à son actif une vaste œuvre poétique. Edward Bysshe, dans son recueil The Art of English Poetry de 1702, la cite au même titre que Dryden, Waller ou Rochester. Accusée d'être libertine (on l'a, par exemple, traitée de « Rochester faite femme »), elle est dénigrée comme écrivain pendant deux siècles à cause d'une œuvre trop teintée d'érotisme. Cependant, même si son style dénote occasionnellement une certaine licence, le phénomène n’atteint jamais le degré de lubricité et de malice propre à Rochester. Ses poèmes, en particulier A Voyage to the Island of Love (1684) et Lycidus; or, The Lover in Fashion (1688), conformément aux mœurs de la cour à l’époque, adoptent une vision enjouée et sereine du désir charnel.
Le succès rencontré par la jeune femme est particulièrement remarquable, en ce sens qu’Aphra elle-même était une roturière. Elle n’avait pas plus de liens privilégiés que John Dryden avec les pairs du royaume, et peut-être même encore moins. En tant que jeune femme sans condition, originaire du Kent, il est exceptionnel qu’elle soit finalement parvenue à intégrer le cercle des intimes du roi. Aphra Behn semble avoir travaillé comme espionne pour la cause royaliste pendant la première révolution anglaise, avant de reprendre la même activité à l’occasion de la seconde guerre anglo-hollandaise. N’ayant ni beauté ni aucune richesse personnelle, au point de faire de la prison pour dettes, forcée de vivre de sa plume, Aphra Behn a rivalisé avec les hommes de lettres de son temps et composé certains des meilleurs poèmes de l’époque : ce seul fait discrédite un peu l’idée habituelle que l’on s'est longtemps faite de la Restauration anglaise, considérée comme une ère d’analphabétisme féminin massif associé à une activité littéraire entièrement produite et lue par les élites.

#### Robert Gould: de l'ode à la satire

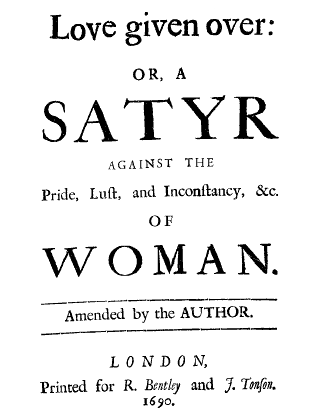
Page de couverture de l'œuvre de Robert Gould : L'Amour Conjuré, ou Satire contre l'Orgueil, la Lascivité et l'Inconstance de la Femme.

Si Aphra Behn constitue une exception curieuse aux règles sociales de l'époque, cela est d'autant plus vrai en ce qui concerne Robert Gould. Né dans une famille du commun et orphelin à l'âge de treize ans, Gould ne bénéficia d'aucune instruction et devint domestique au service du comte de Dorset. C'est cette situation, sans que l'on sache précisément comment, qui lui permit d'apprendre à lire et à écrire non seulement l'anglais, mais aussi le latin. Les poèmes qu'il composa eurent une grande popularité dans les années 1680. L'auteur réalisa quelques odes pour s'assurer un revenu, mais connut surtout le succès avec une satire publiée en 1683 : L'Amour conjuré, ou Satire sur la Femme (Love Given O'er, Or, a Satyr Against the Pride, Lust and Inconstancy, &c. of Woman). Inspiré d'une satire de Juvénal beaucoup plus modérée, le poème de Gould ambitionne de condamner « l'orgueil, la luxure, et l'inconstance de la Femme » et contient nombre d'invectives très explicites visant la gent féminine. La misogynie exprimée par l'œuvre est l'une des plus violentes et des plus viscérales de toute la poésie anglaise. Toutes les éditions successives du poème ont été très rapidement épuisées en raison de l'enthousiasme des lecteurs. L'auteur enchaîna en 1688 avec une Satire sur le Théâtre (Satyr on the Play House), contenant des descriptions détaillées des acteurs et des mœurs relâchées du monde du spectacle de son temps. Gould continua par ailleurs d'exploiter le succès de l’Amour Conjuré en publiant une série de poèmes misogynes, comme A Satyr on Wooing, Epistle to One Made Unhappy in Marriage (Satire de la galanterie, Épitre à une personne malheureuse en mariage), remplis à chaque fois de dénonciations spécifiques et concrètes sur le comportement féminin. ces textes sont parsemés de jeunes épouses prétendues vierges qui, au soir de leurs noces, ont « la porte étroite si large / Qu'elle fut franchie par tout le genre humain », de dames de la haute société qui, bien qu'ayant de l'argent, préfèrent rémunérer le cocher par une fellation, et de femmes faisant l'amour dans le coche et dont le plaisir est multiplié par les soubresauts du véhicule sur le pavé. La carrière de l'auteur fut brève, mais dénote la vivacité d'un monde littéraire souterrain et intensément sexiste. Après la conversion de John Dryden au catholicisme, Gould entama une véritable guerre littéraire avec ce dernier. Dans Jack Squab, il attaque impitoyablement l'absence de foi de Dryden : squab signifiant « pigeonneau » en anglais, et cet animal faisant justement partie des avantages en nature procurés par la position de Poète lauréat, Gould entendait montrer par là que Dryden aurait été prêt à vendre son âme pour un bon repas. Qu'un écrivain de basse extraction ait pu s'en prendre ainsi au grand poète courtisan, sans être inquiété, est remarquable. Qu'il l'ait fait, en outre, sans aucun soutien de son protecteur est encore plus étonnant[réf. souhaitée].

### Autres poètes (traductions, œuvres anonymes...)

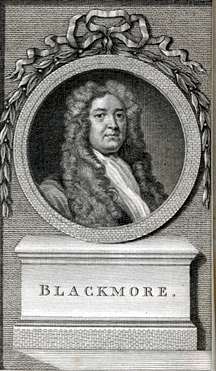
Gravure représentant Richard Blackmore, dans le Lives of the English Poets de Samuel Johnson (1781).

Roger L'Estrange était un important traducteur de l'époque : il contribua à transcrire en anglais une grande partie de la littérature antique, en particulier les fables d'Ésope. Ces dernières suscitèrent un engouement pour l'écriture de nouvelles fables, de tonalité souvent politique. En plus de la poésie, l'auteur traduisit un grand nombre d'œuvres en prose, notamment Érasme en 1680 et Francisco de Quevedo en 1668. D'autres, tels que Richard Blackmore, étaient admirés pour leur « phrasé », c'est-à-dire la force de la déclamation et du sentiment, mais ne passèrent pas à la postérité. Ainsi, Elkannah Settle était un satiriste prometteur de la Restauration, mais son nom est tombé dans l'oubli. Lorsque les libraires se mirent à engager des auteurs pour travailler à des traductions d'œuvres bien précises, les boutiques se remplirent rapidement de poèmes venus de l'étranger. Enfin, parallèlement au développement des publications périodiques, un certain nombre de poètes anonymes purent composer des textes thématiques, portant sur l'actualité.
La forme la plus répandue de publication clandestine concernait bien sûr la satire, écrite le plus souvent par des auteurs connus ou inconnus ayant eu soin de dissimuler leur identité. Être reconnu comme le rédacteur d'une satire présentait en effet de grands risques : d'une part, les lois sur la diffamation étaient d'une interprétation large, et il était difficile pour un satiriste d'éviter des poursuites si l'on pouvait établir qu'il était l'auteur d'un texte semblant critiquer un noble. D'autre part, les victimes les plus riches répondaient parfois à la satire en engageant des hommes de main chargés d'agresser l'auteur présumé. John Dryden fut ainsi inquiété pour avoir simplement été soupçonné d'être le père de la Satire sur l'Humanité. L'une des conséquences de cet anonymat généralisé est que nombre de poèmes, remarquables pour certains, ne furent pas publiés et restèrent largement inconnus. Ceux qui, en particulier, traitaient des intrigues de pouvoir, critiquaient le gouvernement ou répandaient des rumeurs sur la conversion de Jacques II au catholicisme n'ont pas été conservés. Cela est d'autant plus dommageable que ce type de poésie était une part essentielle de l'activité littéraire exubérante de la Restauration.

## Prose

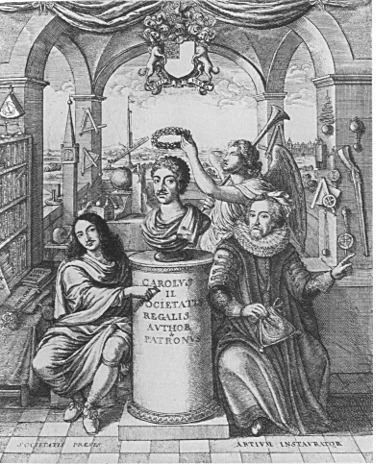
Frontispice de l'Histoire de la Royal Society de Londres de Thomas Sprat, 1667.

La prose de la Restauration anglaise est nettement dominée par la littérature d'inspiration chrétienne. L'époque, toutefois, vit aussi l'éclosion de deux genres qui allaient exercer une influence prépondérante au siècle suivant, à savoir la fiction et le journalisme. Les écrits religieux se teignent alors souvent de thèmes politiques ou économiques, de même que les ouvrages politiques ou économiques se mêlent plus ou moins ouvertement de religion.

### Sciences et philosophie
La Restauration est marquée par la publication d'un grand nombre d'œuvres de philosophie politique, suscitées pour l'essentiel par la période troublée de l'interrègne. En outre, l'engouement de la cour pour le classicisme et les sciences empiriques amena à un regain d'intérêt pour les grands concepts philosophiques.
Thomas Sprat rédigea son Histoire de la Royal Society de Londres en 1667. Ce texte, à lui seul, résume brillamment les principales exigences de la rationalité scientifique, qui allait tant prospérer au XVIIIe siècle. Sprat y exprime sa profonde méfiance envers les adjectifs, les termes approximatifs et, de manière générale, envers le langage marqué par la subjectivité. Il réclame à l'opposé que la science soit régie par un vocabulaire restreint, clair et précis, afin que les démonstrations puissent être aussi compréhensibles que possible. Le mérite de la Royal Society, selon Sprat, est qu'elle rejette justement toute forme de scolastique. Pour l'auteur, ainsi que pour bon nombre des fondateurs de l'institution, la science est de la même nature que le protestantisme, en ce sens que ses préceptes et ses démonstrations doivent être accessibles au plus grand nombre. Il ne peut y avoir de prêtre dans le domaine du savoir, chacun devant être à même de reproduire les grandes expériences scientifiques et d'en tirer les leçons qui s'imposent. Pour toutes ces raisons, Sprat recommande la brièveté des descriptions et la reproductibilité des expérimentations.

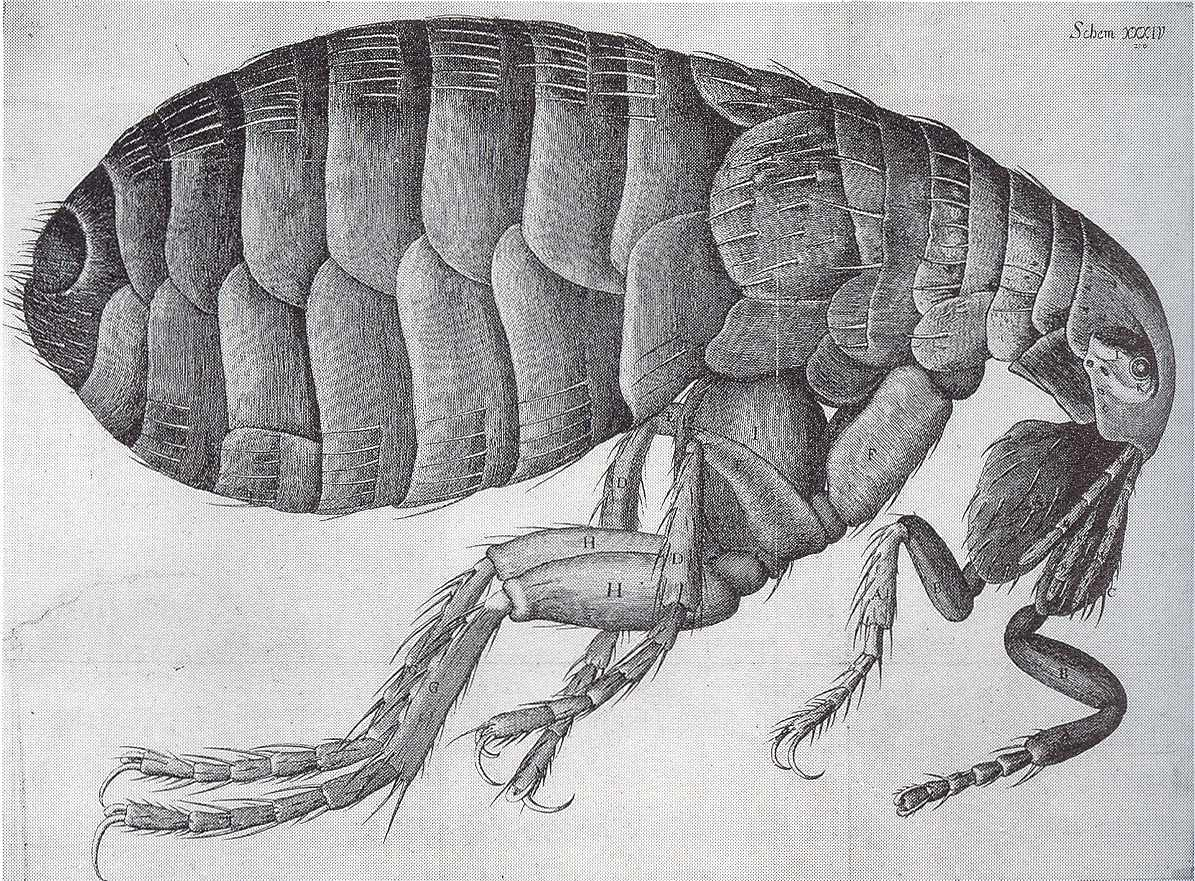
Gravure représentant une puce, dans la Micrographie de Robert Hooke (1665, Royal Society).

Au-delà de Thomas Sprat, la Royal Society influa indéniablement sur l'épanouissement de la culture scientifique à l'époque. De nombreux ouvrages en physique ou en biologie, tel la Micrographie de Robert Hooke, purent voir le jour sous son égide.
William Temple, après avoir quitté son poste de secrétaire d'État, composa plusieurs œuvres bucoliques en prose faisant l'éloge de l'isolation, de la contemplation méditative et de l'observation directe de la nature. Il introduisit par ailleurs la querelle des Anciens et des Modernes en Angleterre avec ses Réflexions sur l'enseignement ancien et moderne (Reflections on Ancient and Modern Learning). Les débats suscités par l'ouvrage, et plus largement par son thème, allaient inspirer beaucoup des grands auteurs de la première moitié du XVIIIe siècle, en particulier Jonathan Swift et Alexander Pope.
C'est aussi pendant la Restauration que John Locke écrivit la plupart de ses grands travaux philosophiques. L'empirisme de Locke visait à comprendre les fondements de l'entendement humain lui-même, et à élaborer ainsi une méthode rationnelle pour prendre les meilleures décisions possibles. La même démarche scientifique dicta le Traité du gouvernement civil, un ouvrage fondateur dont les préceptes allaient plus tard inspirer les principaux acteurs de la guerre d'indépendance américaine. Tout comme dans ses travaux sur l'entendement, Locke part des unités sociales les plus basiques pour arriver aux plus élaborées, et tout comme Thomas Hobbes, il met l'accent sur la nécessaire malléabilité de tout contrat social. À une époque marquée par le renversement de la monarchie absolue, une tentative avortée de démocratie corrompue puis par le retour d'une monarchie modérée, seule une théorie flexible du gouvernement pouvait en effet paraître réaliste.

### Écrits religieux

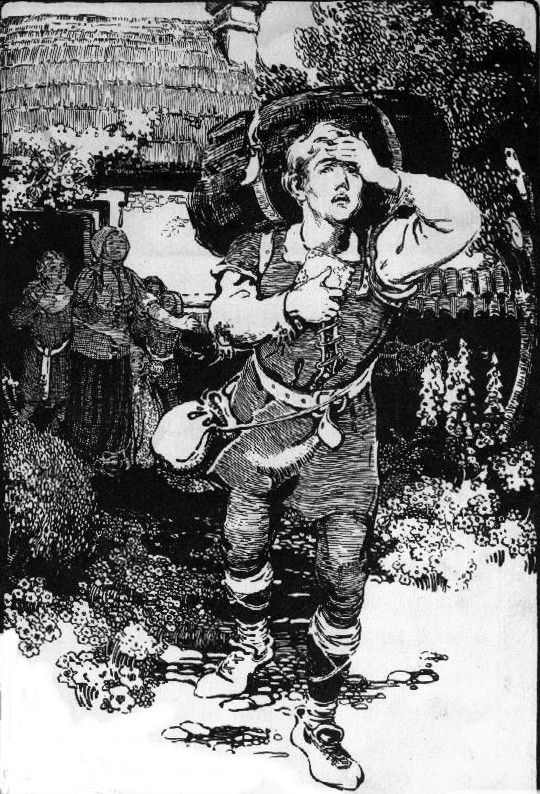
Christian, héros du Voyage du Pèlerin de John Bunyan, fuit son foyer avec une lourde charge sur les épaules, en quête de la « Cité céleste ».

La Restauration eut pour effet de modérer les écrits théologiques les plus sectaires, mais le radicalisme religieux n'en persista pas moins pendant toute la période. Plusieurs auteurs puritains comme John Milton furent contraints de se retirer de la vie publique. Quant aux Bêcheux, Niveleurs, quakers, anabaptistes et autres partisans de la Cinquième Monarchie, qui tous avaient condamné le régime monarchique et participé à l'exécution de Charles Ier, la Restauration eut tôt fait de les réduire au silence en abattant leurs principaux meneurs et en censurant leurs textes. Les écrits les plus violents, par conséquent, trouvèrent refuge dans la clandestinité, tandis que bon nombre des anciens compagnons d'Oliver Cromwell choisirent plutôt d'atténuer leurs positions.
George Fox, et avec lui William Penn, firent publiquement vœu de pacifisme et enseignèrent une nouvelle théologie de paix et d'amour. D'autres puritains se contentèrent de la liberté qui leur était donnée de se réunir dans des paroisses locales. Ils prirent ainsi leurs distances avec les aspects les plus durs de leur religion, qui avaient mené aux abus du règne de Cromwell. Deux auteurs se démarquent plus particulièrement dans ce mouvement : John Bunyan et Izaac Walton.
Le Voyage du Pèlerin de John Bunyan est une allégorie de la quête personnelle du salut, et un véritable guide de la vie chrétienne. Plutôt que de se focaliser sur la vision eschatologique d'un Dieu vengeur, Bunyan choisit de montrer comment un bon chrétien peut surmonter les tentations du corps et de l'esprit et éviter ainsi la damnation. Le livre, influencé par les techniques du théâtre et de la biographie, est rédigé comme un récit linéaire, mais rend également hommage à la grande tradition allégorique incarnée par exemple par Edmund Spenser. L'ouvrage rapporte les aventures de Christian (un mot signifiant aussi « chrétien » en anglais), un homme ordinaire tâchant de se frayer un chemin depuis la « Cité de la destruction » jusqu'à la « Cité céleste » de Sion.

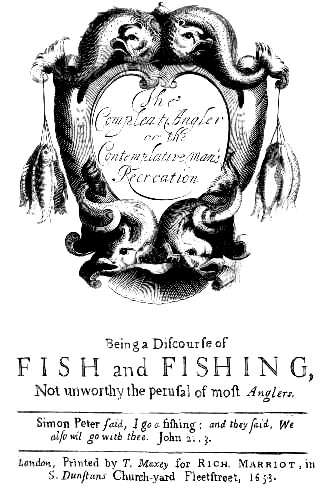
Page de titre du Parfait Pêcheur à la ligne d'Izaac Walton (1653)

Le Parfait Pêcheur à la ligne (The Compleat Angler) d'Izaac Walton présente la même tendance à l'introspection. Le livre, même s'il indique ostensiblement sa vocation à être un guide de pêche à la mouche, a surtout été prisé par les lecteurs pour la joie simple et la sagesse religieuse qu'il dégage. Le dialogue mis en scène a lieu au bord de la Lee près de Londres, et oppose au départ Piscator, Auceps et Venator, partisans respectifs de la pêche, de la fauconnerie et de la chasse. La confrontation verbale tourne rapidement au bénéfice du pêcheur, qui parvient à réduire le fauconnier au silence et même à convaincre le chasseur de se mettre à la pêche. Au-delà des multiples conseils touchant les rivières les plus poissonneuses, les qualités respectives des mouches artificielles ou les différentes espèces de poissons, l’ouvrage est avant tout resté célèbre en raison de son atmosphère très particulière, faite de sérénité et de communion spirituelle avec la nature. Ce texte, à bien des égards, est unique en son genre. À première vue, il semble appartenir à la même famille que les nombreux autres guides parus pendant la Restauration, du type par exemple du Parfait Joueur de Charles Cotton : ce dernier ouvrage constitue historiquement l'une des premières tentatives visant à donner des règles stables et généralisées aux jeux de cartes. Mais en réalité, le Parfait Pêcheur à la ligne, tout comme le Voyage du pèlerin, cherche avant tout à guider l'individu au sens large plutôt que le simple amateur de pêche.
L'époque est aussi celle d'une prose religieuse spécifiquement destinée à la cour, dont plusieurs recueils de sermons ainsi qu'une littérature très touffue sur un ensemble de questions soumises à la Chambre des lords. Des lois telles que l’Act of First Fruits and Fifths, le Test Act ou l'Act of Uniformity impliquaient en effet directement les principales religions du pays. Le célèbre scientifique Robert Boyle, quant à lui, s'intéressa aussi à la question religieuse en signant plusieurs essais sur Dieu, qui restèrent populaires bien après la Restauration : ils conservent aujourd'hui une certaine célébrité en raison de la parodie qui en fut faite plus tard par Jonathan Swift dans sa Méditation sur un balai. De manière générale, la littérature dévote se vendit bien tout au long de la période, ce qui atteste d'un haut niveau d'alphabétisation parmi les classes moyennes en Angleterre.

### Journalisme

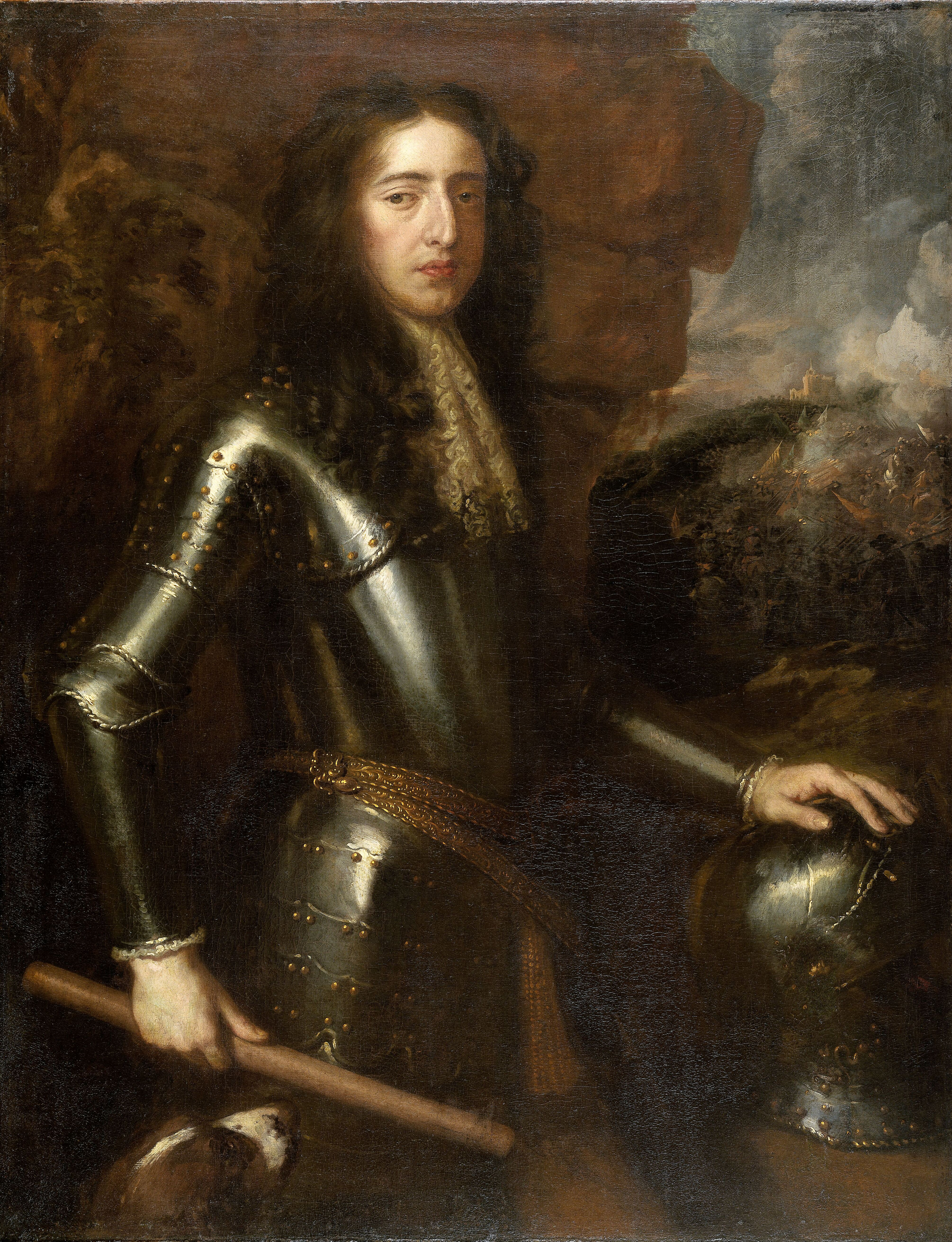
Guillaume III d'Angleterre, lorsqu'il arriva d'Amsterdam en 1689, apporta avec lui les innovations néerlandaises en matière de journalisme.

À l'époque de la Restauration, les outils d'information se caractérisaient encore par leur aspect rudimentaire : la presse se déclinait en plusieurs publications intermittentes, consistant le plus souvent en de grandes feuilles volantes présentant un compte rendu partisan d'événements spécifiques, ce qui les apparentait davantage à de simples tracts. Toutefois, la période vit aussi en Angleterre la professionnalisation des premiers journaux « périodiques », ainsi appelés en raison de la régularité de leurs parutions. Ce développement du journalisme n'intervient que tardivement, vers l'arrivée de Guillaume III sur le trône en 1689. Ce n'est sans doute pas un hasard, étant donné que ce nouveau roi arrivait tout droit d'Amsterdam, où l'activité journalistique était déjà bien implantée.
Les premières tentatives visant à fonder des publications durables furent laborieuses. En 1663, Roger L'Estrange lança successivement The News et The Public Intelligencer, mais aucun des deux ne s'imposa. Henry Muddiman fut le premier Anglais à connaître le succès avec un journal régulier, la London Gazette, fondée en 1667, qui existe toujours. L'homme avait entamé sa carrière de journaliste dès l'interrègne, et avait été nommé rédacteur du Parliamentary Intelligencer, l'organe officiel du Long Parlement. En 1666, Muddiman avait lancé l’Oxford Gazette, qui proposait une sélection de nouvelles sur la cour royale, laquelle était alors réfugiée à Oxford pour échapper à la peste qui sévissait à Londres. Une fois la cour revenue au palais de Whitehall, c'est donc fort logiquement qu'il enchaîna avec la London Gazette. Bien que les publications de Henry Muddiman soient les premiers comptes rendus réguliers d'informations du pays, elles ont encore peu de rapport avec les journaux modernes : les écrits, manuscrits, étaient en effet envoyés par la poste aux abonnés, sans qu'aucune version imprimée ne soit proposée à la vente au grand public. Il fallut, pour cela, attendre The Athenian Mercury.
Si des essais sporadiques prenant appui sur l'actualité ont été publiés tout au long de la Restauration, c'est bien The Athenian Mercury qui constitue le tout premier périodique régulier d'Angleterre. Le journal, rédigé par John Dunton et les membres de l' « Athenian Society » (composée en réalité d'un mathématicien, d'un prêtre et d'un philosophe rémunérés par Dunton), commença à paraître en 1691, juste après le début du règne de Guillaume et Marie.

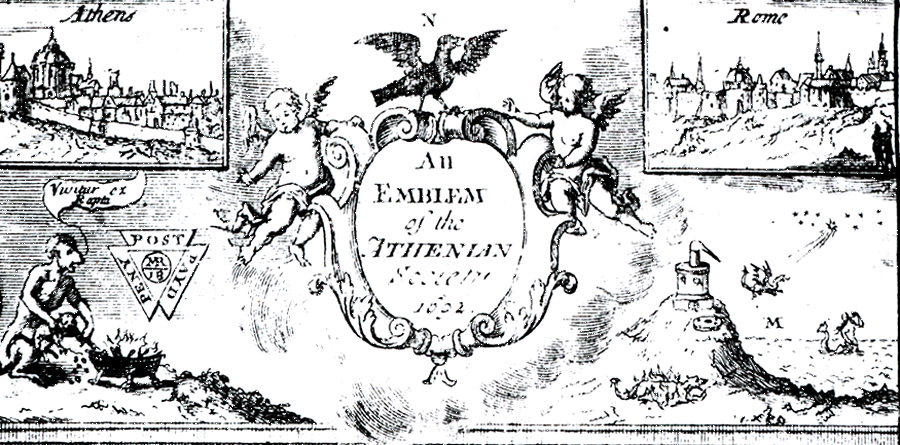
Frontispice de The Athenian Oracle, le recueil composé d'extraits de l'Athenian Mercury. (détail)

En plus des nouvelles, The Athenian Mercury autorisait ses lecteurs à envoyer anonymement leurs questions et leur garantissait une réponse imprimée dans les colonnes du journal. La plupart des requêtes traitaient d'amour ou de santé, mais d'autres se voulaient bizarres et amusantes : ainsi d'une question, rédigée en vers élégants, relative au mystérieux tremblement qui affecte l'homme venant d'uriner. La rubrique des questions, ancêtre des courriers des lecteurs, permit au journal debien se vendre et d'être rentable. La publication perdura pendant six ans, et le contenu de ses colonnes fut réédité dans quatre livres, puis dans un seul gros recueil baptisé The Athenian Oracle. The Athenian Mercury, à bien des égards, est l'inspirateur de périodiques plus tardifs tels que The Spectator, Gray's Inn Journal, Temple Bar Journal, et quantité d'autres journaux orientés politiquement comme The Guardian, The Observer (créé en 1681, par Roger L'Estrange, rentré d'exil), The Freeholder ou Mist's Journal. L’Athenian Mercury publiait également les poèmes qu'on lui envoyait, et il fut d'ailleurs le premier à faire connaître les œuvres de Jonathan Swift et d'Elizabeth Singer Rowe.
La mode des journaux explosa pendant la révolution financière britannique : de 1688 à 1692, 26 publications furent créées, mais beaucoup de prétendus « périodiques » ne connurent qu'une ou deux éditions, car ils ne visaient qu'à des attaques politiques ponctuelles, reflets des débats virulents entre les whigs et les tories. Alexander Pope, dans sa Dunciade, qualifiera ensuite ces publications de « fils d'un jour ». Profitant de la liberté de religion et la liberté de la presse instaurées en 1689, un huguenot exilé, Pierre-Antoine Motteux, fonda dès 1692 le Gentleman's Journal, mensuel qui gagne le premier public féminin. En 1695 apparurent trois journaux publiés trois fois par semaine, qui se faisaient concurrence : le Post Boy, le Post Man et le Flying Post.
le Post Man, édité par un pasteur français, Jean de Fonvive, et réputé fiable grâce au réseau de la diaspora des Huguenots à travers le monde après la révocation de l'édit de Nantes (1685), tirait à 3 800 exemplaires, tandis que le Post Boy, édité par Abel Boyer, arrivé de Castres en 1689, tirait à 3 000 exemplaires, chiffres énormes pour l'époque.

### Fictions

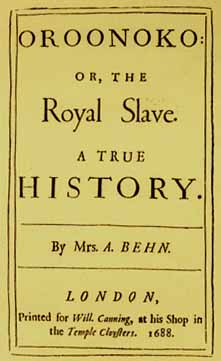
Première édition de l'Oroonoko d'Aphra Behn. (1688).

Il est impossible de dater les débuts du roman en anglais de manière satisfaisante. Néanmoins, c'est bien au cours de la Restauration que les longues fictions et les biographies fictives commencèrent à se distinguer des autres genres littéraires. Le Roland furieux de L'Arioste engendra en Angleterre un certain nombre de récits en prose, sur les thèmes de l'amour, du péril ou de la vengeance. Importés de France, les romans de Gautier de Costes de La Calprenède connurent aussi une grande popularité pendant l'interrègne et même au-delà.
La « romance » était encore considérée comme un genre typiquement féminin, et les femmes se voyaient reprocher comme un vice le fait de lire des romans. Dans la mesure où ceux-ci étaient alors souvent lus en français ou dans des traductions du français, on les associa à un certain caractère efféminé. Toutefois, les romans se détachèrent peu à peu de leurs traditionnels thèmes arthuriens ou chevaleresques et se recentrèrent sur les personnages plus ordinaires du roman picaresque. L'une des figures les plus essentielles dans la montée en puissance du roman est Aphra Behn. Elle fut non seulement la première femme de lettres professionnelle d'Angleterre, mais compte aussi parmi les premiers romanciers anglais tout court.
Le premier roman de Behn, Lettres d'amour entre un noble et sa sœur, parut en 1684. Il s'agit d'un roman épistolaire retraçant les amours scandaleuses d'un aristocrate avec la sœur de son épouse, autrement dit avec sa belle-sœur et non sa sœur biologique. L'œuvre, tout en étant d'un grand romantisme, présente également des aspects politiques ou sexuellement explicites. L'auteur organisa le roman en deux parties, rédigées dans deux styles nettement différents l'un de l'autre. Behn écrivit par ailleurs une série d' « Histoires » de personnages fictifs, comme son Histoire d'une Nonne (History of a Nun). Toutefois, son roman le plus célèbre reste Oroonoko, paru en 1688. L’ouvrage, dont le héros est un Africain réduit en esclavage au Surinam dans les années 1660, a trait à une histoire d’amour tragique et s’inspire des nombreuses expériences vécues par l’auteur elle-même dans les colonies sud-américaines. Les romans d'Aphra Behn dénotent une certaine influence de la tragédie, et trahissent son expérience de dramaturge. Plus tard, les romans de Daniel Defoe adopteraient un cadre narratif identique, même si la formation de journaliste de cet auteur le conduisit à privilégier plutôt les histoires vraies, notamment celles de grands criminels du type de Jonathan Wild.
D'autres formes de fiction étaient tout autant populaires. Les lecteurs de l'époque faisaient leurs délices des versions anglophones du Roman de Renart, ainsi que de diverses fables folkloriques, comme celles de Dick Whittington ou Tom Pouce. Ces textes, très largement anonymes pour la plupart, étaient en vers, mais certains circulaient aussi en prose.

### Autres genres ou écrivains
Parallèlement aux genres mentionnés plus haut, la Restauration vit les débuts d'une littérature explicitement politique, et souvent déléguée à des prête-noms. Roger L'Estrange, ardent pamphlétaire royaliste pendant la guerre civile, devint ensuite le responsable et le censeur officiel de la presse écrite sous Charles II. À la suite de sa mise en cause dans le fantaisiste complot papiste de 1678, L'Estrange fuit l'Angleterre et édita depuis l'étranger The Observator de 1681 à 1687, un journal dans lequel il attaque Titus Oates et les puritains.
Vers la fin de la période, Charles Gildon et Edmund Curll mirent au point un commerce fructueux : Curll était libraire et commença à payer des auteurs pour rédiger des biographies, des traductions ou autres. Gildon, lui, qui fréquentait occasionnellement les autres écrivains de l'époque, réalisait et vendait des biographies remplies d'éléments totalement inventés. Cette pratique lucrative était dédaignée par les auteurs plus littéraires, qui y voyaient une misérable activité d'écrivaillons (ou hack writing).

## Théâtre

### Contexte

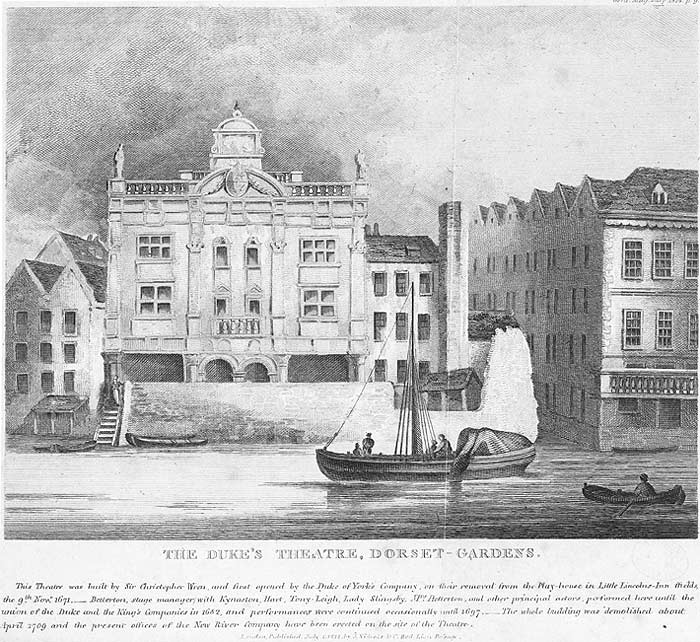
Le Duke's Theatre, à Dorset Gardens.

Le retour au pouvoir du passionné de théâtre qu’était Charles II, en 1660, constitue un événement majeur dans l’histoire de la dramaturgie anglaise. Dès que l’ancienne interdiction puritaine de toute représentation théâtrale fut abrogée, le théâtre sut se réinventer rapidement et en profondeur. Deux compagnies théâtrales patentées, la King's Company et la Duke's Company, s’établirent à Londres dans deux luxueuses salles de spectacle, construites d’après les plans de Christopher Wren et dotées entre autres de décors mobiles ou de machines à éclairs et tonnerre.
La tradition veut que l’on étudie les pièces de la Restauration plutôt par genre que par chronologie, comme si toutes avaient été écrites en même temps. De nos jours, les universitaires insistent cependant sur l’évolution rapide du théâtre à cette période, et sur l’importance que pouvaient avoir sur lui des facteurs politiques ou sociaux. L’influence de la concurrence entre compagnies théâtrales ou les problèmes financiers de ces dernières sont également à prendre en compte, tout comme l’apparition des premières actrices professionnelles : avant la Restauration, l'accès à la scène était en effet proscrit pour les femmes, et les rôles féminins étaient interprétés par des acteurs travestis. Sous l'influence d'une de ses maîtresses, Charles II abrogea cette règle et ouvrit ainsi le théâtre aux actrices : ce bouleversement majeur de l'histoire théâtrale britannique est notamment abordé par le film Stage Beauty (2004).
Dans les années 1660 et 1670, la scène londonienne fut animée par la compétition entre les deux principales compagnies patentées de William D'Avenant et Thomas Killigrew. Le besoin de répondre aux défis lancés par la concurrente rendait chaque compagnie extrêmement réactive aux goûts du public, et les modes théâtrales pouvaient littéralement varier d’une semaine sur l’autre. Le milieu des années 1670 connut à la fois un pic en quantité et en qualité, avec l’Aureng-Zebe de John Dryden (1675), La Provinciale et L'Homme franc de William Wycherley (1675/76), L'Homme à la mode de George Etherege (1676) et L'Écumeur d’Aphra Behn (1677), tous apparus en seulement quelques saisons.

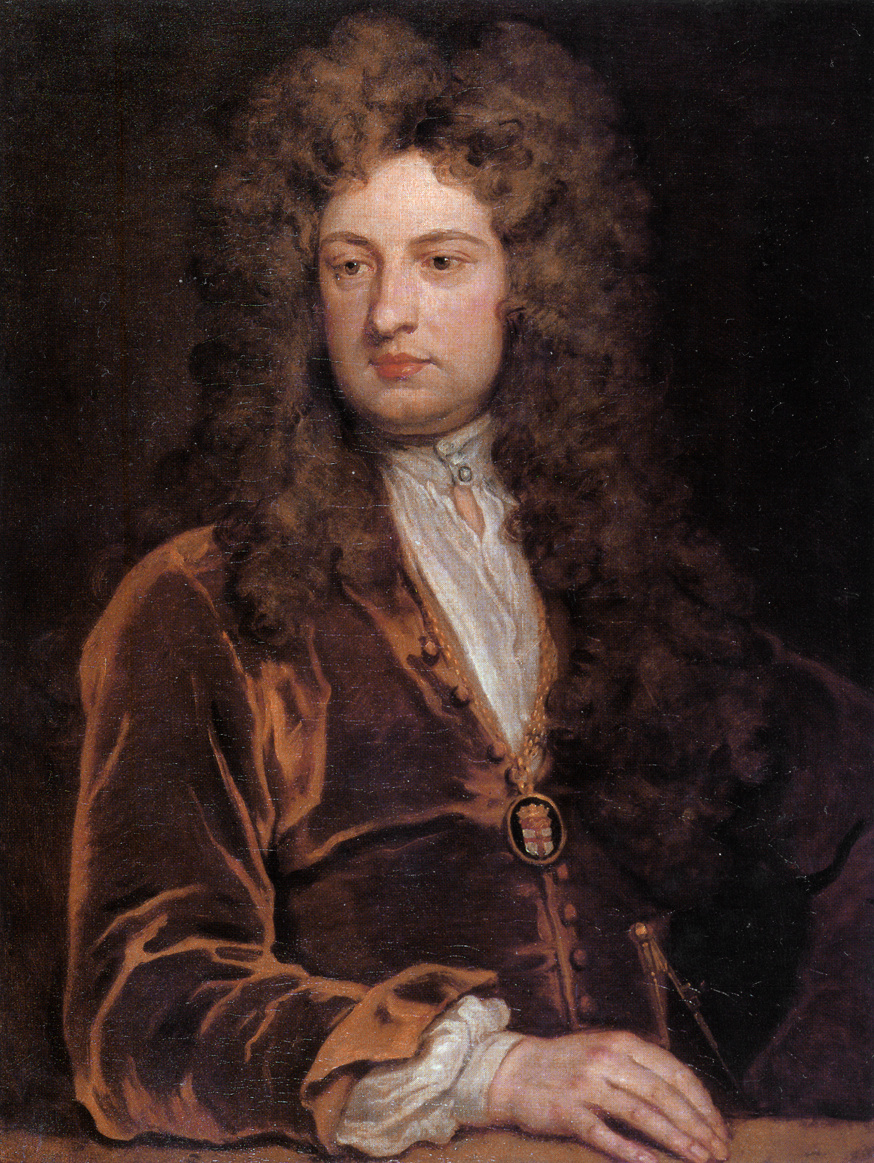
Sir John Vanbrugh, plus connu pour ses talents d'architecte, est également l'auteur de quelques comédies telles que La Rechute ou L'Épouse outragée.

À partir de 1682, la production de nouvelles pièces déclina brutalement en raison de la fusion des deux compagnies, mais aussi à cause des remous politiques provoqués par le complot papiste de 1678 et la crise de l'Exclusion Bill de 1682. Les années 1680 furent particulièrement pauvres en comédies, à la seule exception notable d’Aphra Behn, dont le succès en tant que première dramaturge féminine de Grande-Bretagne a fait récemment l’objet de nombreuses études. Une transition s’opéra de la comédie vers des drames politiques plus sérieux, reflétant ainsi les préoccupations et les tensions de la vie publique de l’époque. Les quelques comédies encore mises en scène présentaient elles-mêmes une certaine tonalité politique, le dramaturge whig Thomas Shadwell s’opposant par exemple aux Tories qu’étaient John Dryden et Aphra Behn.
Dans la période plus calme qui suivit 1688, les Londoniens aspirèrent de nouveau au divertissement, mais la désormais seule United Company n’avait pas les moyens de répondre à ce besoin. Sans concurrence, la compagnie fusionnée avait en effet perdu son dynamisme et avait été reprise par un groupe de spéculateurs, les « Aventuriers » (Adventurers). La nouvelle direction autocratique de Christopher Rich, en voulant satisfaire les exigences financières des actionnaires et autres bailleurs de fonds, opéra des coupes vives dans le salaire des acteurs. Ces derniers manifestèrent leur mécontentement en fondant leur propre compagnie coopérative en 1695. S’ensuivirent quelques nouvelles années de compétition entre théâtres qui permirent un bref renouveau du genre, notamment en comédie. Des comédies telles que l’Amour pour amour et Le Train du monde de William Congreve, ou encore La Rechute et L'Épouse outragée de John Vanbrugh, répondaient à une morale plus bourgeoise et plus « douce » qu’auparavant, très différente des extravagances aristocratiques des vingt années précédentes, et s’adressaient à un public plus vaste. Si la « littérature de la Restauration » est la littérature qui reflète la cour de Charles II, le théâtre de la Restauration s’éteint donc quant à lui avant la mort du monarque, lorsque les salles de spectacle quittent l’environnement des courtisans pour s’imposer chez les classes moyennes.

### Drames et tragédies

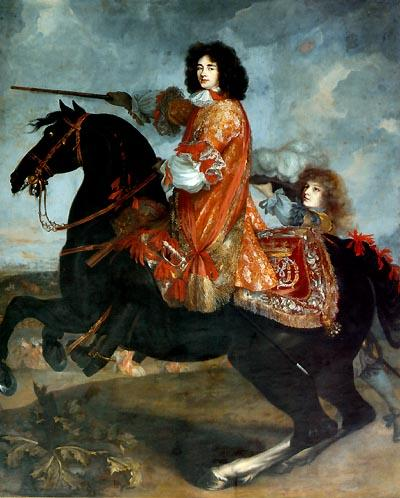
James Scott, 1er duc de Monmouth, pressenti pour succéder à Charles II, fait une apparition discrète dans la Venise sauvée de Thomas Otway. De nombreuses pièces de la Restauration ont une tonalité politique plus ou moins avouée.

La classification des genres, dans le théâtre de la Restauration, obéit à des règles particulières. D’un côté, les auteurs avaient recours aux catégories classiques de la comédie, de la tragédie (drama en anglais) et de l’histoire. Mais en réalité les nouvelles pièces remettaient en cause ces anciennes délimitations, et à partir des années 1660, de nouveaux genres dramatiques virent le jour, évoluèrent et se mêlèrent avec une grande rapidité. En tragédie, le style dominant du début de la période était le très viril drame héroïque, poussé à son plus haut degré de raffinement par John Dryden dans des pièces telles que La Conquête de Grenade en 1670, un modèle du genre et Aureng-Zebe en 1675. Ces textes tendent à célébrer des héros masculins, le plus souvent puissants et agressifs, et à les représenter dans leur quête d’une consécration militaire, politique, ou plus simplement amoureuse. Bien que leurs auteurs aient quelquefois qualifié ces œuvres d’histoires ou de tragédies, la critique moderne a repris le terme de « drame héroïque » (Heroic Play), inventé par Dryden. Le drame héroïque se concentre sur les actes d’un homme au caractère déterminé, dont les qualités physiques et (parfois) intellectuelles font de lui naturellement un chef. En un sens, il pourrait s’agir de la vision d’un roi idéalisé, tel que les courtisans de Charles II auraient pu le rêver. Toutefois, le public a également pu considérer ces héros impétueux comme le symbole d’une noblesse rebelle, prête à sortir l’épée pour combattre l’injustice. Le drame héroïque correspond à la tragi-comédie, telle que la conçoit Pierre Corneille, respectant plus ou moins les règles des trois unités.
Dans les années 1670 et 1680, une transition graduelle s’opéra de l’héroïsme vers une tragédie plus pathétique se focalisant davantage sur les soucis amoureux ou domestiques, bien que les personnages principaux soient toujours puissants ou célèbres]. Le succès phénoménal rencontré par Elizabeth Barry dans son rôle de Monimia, l’héroïne de L’Orpheline de Thomas Otway, a conduit à l’invention du terme she-tragedy (ou « tragédie féminine ») par Nicholas Rowe. Les she-tragedies insistent sur les déboires de femmes innocentes et vertueuses, et deviennent la forme dominante de tragédie pathétique en Angleterre.

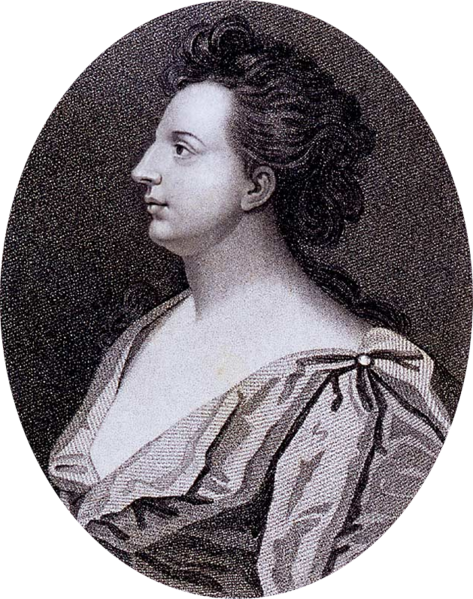
Elizabeth Barry, l'interprète légendaire de Monime, dans L'Orpheline de Thomas Otway, inaugure l'ère des grandes actrices tragiques.

Selon certains universitaires[Qui ?], cette évolution est à mettre sur le compte de l’émergence de grandes tragédiennes, dont la popularité appelait avec force la création de rôles majeurs et spécifiquement conçus pour elles. L’alliance du grand « maître du pathos » Thomas Otway avec la célèbre tragédienne Elizabeth Barry, créatrice du rôle de Monimia, « tremblante, tendre, douce et trompée » dans L’Orpheline, fit donc passer la mode du héros à l’héroïne. Parmi les tragédies féminines majeures, on compte la Vertu trahie, ou Anne Boleyn (1682) de John Banks à propos de l’exécution d’Anne Boleyn, Le Mariage fatal (1694) de Thomas Southerne, ainsi que La Pénitente juste (1703) et Lady Jeanne Grey (1715) de Nicholas Rowe.
Les she-tragedies relèvent de la plus pure tragédie puisque les femmes qui y sont décrites souffrent sans qu’il y soit de leur faute, et parce que l’élément tragique y est plus émotionnel que moral ou intellectuel. Leur succès n’a cependant pas empêché la représentation de pièces tragiques plus ouvertement politiques. La crise de l’Exclusion Bill entraîna un certain nombre de tragédies réelles, et de multiples pièces clandestines portant par exemple sur le comte d'Essex circulèrent. La Venise sauvée de Thomas Otway, datée de 1682, est une pièce politique d’inspiration royaliste qui, tout comme l’Absalon et Achitophel de Dryden, semble louer l’action du roi dans le cadre de cette crise. Otway substitue habilement la cité fluviale de Venise à celle de Londres, et les sombres intrigues du libidineux sénateur Antonio de la pièce font écho aux manœuvres du comte de Shaftesbury. L’auteur y fait même figurer le duc de Monmouth, fils illégitime de Charles II, longtemps pressenti pour succéder au roi à la place de Jacques II. Venise sauvée constitue la synthèse parfaite entre les anciennes tragédies ou histoires politiques royalistes de Dryden et les nouvelles tragédies de la souffrance féminine. En effet, bien que l’intrigue semble à première vue une simple allégorie politique, l’action se concentre en réalité sur l’affection d’une femme pour un homme tourmenté et ingrat, et la plupart des scènes et des dialogues décrivent avec pathétique les souffrances qui en résultent.

### Comédies

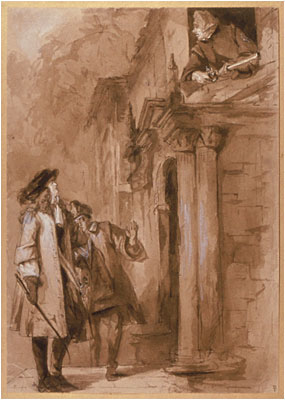
Tom Fashion, se faisant passer pour Lord Foppington, parlemente avec Sir Tunbelly Clumsey dans La Rechute de John Vanbrugh. (Acte III, Scène III). Tableau de William Powell Frith.

Les comédies de la Restauration anglaise sont restées célèbres pour leur caractère sexuellement explicite, une tendance d’ailleurs encouragée personnellement par Charles II et par une cour royale à l’esprit libertin.
Les pièces les plus connues de la période sont les comédies anti-sentimentales, dites « dures », de John Dryden, William Wycherley et George Etherege, qui reflètent une vie courtisane ponctuée d’intrigues amoureuses et de conquêtes sexuelles. Le comte de Rochester, authentique poète et courtisan libertin, même s'il est finement raillé, est présenté d’une manière plutôt flatteuse par Etherege, dans L'Homme à la mode, sous les traits d'un aristocrate turbulent, spirituel, cultivé et doté d’un irrésistible pouvoir de séduction (Dorimant]. Son profil répond à l’idée que la postérité se fit ensuite du « libertin de la Restauration », bien que ce type de personnage soit assez rare dans les comédies de l’époque. L'Homme franc (The Plain-Dealer) de Wycherley (1676), qui est une variation sur le thème du Misanthrope de Molière, rencontra un grand succès en raison de ses qualités satiriques, son esprit et sa force, si bien que son auteur fut ensuite surnommé Plain Dealer Wycherley ou Manly Wycherley, du nom du héros principal de la pièce. Mais l’œuvre qui, à elle seule, justifie le plus le procès pour obscénité que l’on intente parfois aux comédies de la Restauration reste probablement La Provinciale de Wycherley (1675).
Au cours des années 1690, les comédies plus « douces » de William Congreve et John Vanbrugh signalèrent l'évolution des mœurs et les mutations affectant la société dans son ensemble. Les dramaturges de cette période, désireux de s'adresser à un auditoire plus large, n'hésitèrent pas à courtiser d'une part la classe moyenne dans son ensemble, et d'autre part le public féminin, en recentrant par exemple davantage la guerre des sexes sur le mariage. L'élément central de ces comédies, la plupart du temps, tient moins au schéma classique des jeunes amants triomphant de l'ordre établi qu'à celui des relations maritales, après les noces. Dans les pièces de Congreve, toutefois, les stratagèmes incessants inventés par les deux membres du couple en vue de vérifier leur pouvoir de séduction font place à de longs débats prénuptiaux, notamment dans Le Train du monde en 1700.
Le théâtre de la Restauration, trop baroque et trop peu respectueux des convenances, conserva une réputation déplorable pendant trois siècles. Le mélange souvent incongru d'éléments comiques et tragiques, apprécié à l'époque, fut ensuite rejeté à l'unanimité pendant longtemps. Les contemporains de l'ère victorienne, Thomas Macaulay en tête, considéraient avec mépris l'indécence de certaines comédies. Le manuel littéraire anglophone de référence du début du XXe siècle, le Cambridge History of English and American Literature, dénonce quant à lui les tragédies de l'époque comme ayant atteint « un degré de bêtise et de lubricité jamais surpassé auparavant ou ensuite ». Depuis, les pièces de la Restauration anglaise sont de nouveau valorisées, à la fois par la critique postmoderne et sur scène. Les comédies d'Aphra Behn, en particulier, longtemps jugées encore plus sévèrement que les autres parce qu'écrites par une femme,, sont devenues des classiques des cursus universitaires et des répertoires de compagnies théâtrales.